# Херцберг, Герхард
Ге́рхард Хе́рцберг (также Герцберг, нем. Gerhard Herzberg; 25 декабря 1904, Гамбург — 3 марта 1999, Оттава) — канадский физик.

## Биография
Герхард Герцберг родился 25 декабря 1904 года в городе Гамбурге в семье Альбина Херцберга и Эллы Бибер. Рано оставшись без отца, воспитывался матерью, которая для содержания семьи работала уборщицей.
Учился в технологическом институте Дармштадта, Гёттингенском и Бристольском университетах. Преподавал в технологическом институте Дармштадта (с 1930 года). Будучи женатым на еврейке, в 1935 году был вынужден покинуть Германию и переехать в Канаду, в 1935—1945 профессор университета Саскачевана.
С 1945 года профессор Чикагского университета.
С 1949 года руководитель отдела теоретической физики Национального научно-исследовательского совета Канады (Оттава).
Президент Канадской ассоциации физиков (1956). Вице-президент Международного союза теоретической и прикладной физики (1957—1963). Член Королевского общества Канады с 1939 года (президент в 1966—67 годах), член Лондонского королевского общества с 1951 года.
Герхард Герцберг умер 3 марта 1999 года в городе Оттаве.

## Основные работы
Основные труды по атомной и молекулярной спектроскопии. Автор всемирно известных монографий и большого числа журнальных публикаций по спектроскопии.

## Награды и признание
- Премия столетия (1958)
- Бейкеровская лекция (1960)
- Медаль Фредерика Айвса (1964)
- Компаньон ордена Канады (1968)
- Премия Уилларда Гиббса (1969)
- Фарадеевский лектор Королевского химического общества (1970)[6]
- Нобелевская премия по химии (1971)
- Королевская медаль (1971)[6]
- Премия Лайнуса Полинга (1971)

В его честь названа Канадская золотая медаль Герхарда Херцберга, вручающаяся Советом естественных наук и инженерных исследований с 1991 года, и Медаль Херцберга Канадской ассоциации физиков, вручающаяся с 1970 года.

## Общественная деятельность
В 1992 году подписал «Предупреждение человечеству».

## Сочинения
- Атомные спектры и строение атомов, М., 1948
- Спектры и строение двухатомных молекул, М., 1949
- Колебательные и вращательные спектры многоатомных молекул, М., 1949
- Электронные спектры и строение многоатомных молекул, М., 1969.